# Rinneïta
La rinneïta és un mineral de la classe dels halurs que pertany i dona nom al grup de la rinneïta. Rep el seu nom en honor de Friedrich Wilhelm Berthold Rinne (1863-1933), cristal·lògraf i petrògraf de la Universitat de Kiel (Alemanya).

## Característiques
La rinneïta és un halur de fórmula química K₃NaFeCl₆. Cristal·litza en el sistema trigonal. Els cristalls són rars, mostrant {1120} i {0112}; es troba més comunament en forma granular, massiva. La seva duresa a l'escala de Mohs és 3.
Segons la classificació de Nickel-Strunz, la rinneïta pertany a «03.CJ - Halurs complexos, amb MX₆ complexes; M = Fe, Mn, Cu» juntament amb els següents minerals: clormanganokalita, eritrosiderita, kremersita, mitscherlichita, douglasita, redikortsevita, zirklerita.

## Formació i jaciments
La rinneïta és un mineral secundari que es forma en dipòsits marins, salinds d'evaporita, també es forma per sublimació volcànica. Va ser descoberta a Wolkramshausen (Turíngia, Alemanya). També ha estat descrita a altres lands alemanys; la mina de Sal Windsor, a Pugwash (Nova Escòcia, Canadà); dos indrets dels Estats Units; a Sar Pohl (Hormozgan, Iran); al Vesuvi (Província de Nàpols, Itàlia); a la conca del Gaurdak, a Chardzhou (Província de Lebap, Turkmenistan); Eskdale (North Yorkshire, Regne Unit) i la mina Mengyejing, a Jiangchenf (Yunnan, Xina).
Sol trobar-se associada a altres minerals com: halita, silvita, kieserita, carnalita, langbeinita i anhidrita.